# The Taste of Life Travel
The Tast of Life Travel is een Nederlands televisieprogramma van de digitale zender 24Kitchen.
Het programma had eerder een eigen magazine. Bovendien is er een kookboek gemaakt met gerechten uit het programma. In oktober 2011 verhuisde het programma van RTL 4 naar 24Kitchen. Daarvoor was het programma te zien op Net5. In de The Taste of-serie zijn nog meer programma's verschenen, waaronder The Taste of Cooking en The Taste of Life Basics.
In het programma neemt meesterkok Rudolph van Veen de kijker mee naar bijzondere oorden, alwaar hij op zoek gaat naar de lokale smaken en gerechten. Hierbij wordt hij geassisteerd door mede-presentatrice Stella Gommans. Van Veen gaat op zoek naar bijzondere gerechten, lokale gebruiken en gastronomische geheimen. De opgedane inspiratie wordt vervolgens gebruikt bij het maken van een gerecht in de stijl van het bezochte oord. Ook een lokale chef-kok maakt zijn versie van dit gerecht, waarna de lokale bevolking mag kiezen welke versie zij lekkerder vinden.